# Copa FMF 2016
In 2016 werd de twaalfde editie van de Copa FMF gespeeld voor voetbalclubs uit de Braziliaanse staat Mato Grosso.  De competitie werd georganiseerd door de FMF en werd gespeeld van 12 september tot 24 november. Cuiabá werd de winnaar en plaatste zich zo voor de Copa do Brasil 2017. 

## Eerste fase

### Groep A
| Plaats | Clu        | Wed. | W | G | V | Saldo | Ptn. |
| ------ | ---------- | ---- | - | - | - | ----- | ---- |
| 1.     | Mixto      | 2    | 1 | 1 | 0 | 3:2   | 4    |
| 2.     | Luverdense | 2    | 0 | 1 | 1 | 2:3   | 1    |

|  | Geplaatst voor tweede fase |

### Groep B
| Plaats | Clu       | Wed. | W | G | V | Saldo | Ptn. |
| ------ | --------- | ---- | - | - | - | ----- | ---- |
| 1.     | Cuiabá    | 4    | 2 | 1 | 1 | 8:5   | 7    |
| 2.     | Dom Bosco | 4    | 2 | 1 | 1 | 7:5   | 7    |
| 3.     | União     | 4    | 1 | 0 | 3 | 5:10  | 3    |

|  | Geplaatst voor tweede fase |

## Tweede fase
|  | halve finale | halve finale | halve finale | halve finale |  |        | finale | finale | finale | finale |
|  |              |              |              |              |  |        |        |        |        |        |
|  |              |              |              |              |  |        |        |        |        |        |
|  | Cuiabá       | 0            | 3            | 3            |  |        |        |        |        |        |
|  | Luverdense   | 0            | 1            | 1            |  |        |        |        |        |        |
|  |              |              |              |              |  | Cuiabá | 2      | 3      | 5      |        |
|  |              |              |              |              |  | Mixto  | 1      | 2      | 3      |        |
|  | Mixto        | 1            | 0            | 1 (4)        |  |        |        |        |        |        |
|  | Dom Bosco    | 1            | 0            | 1 (3)        |  |        |        |        |        |        |

Details finale
|             |            |       |                                        |  |
| 21 november | Mixto      | 1 – 2 | Cuiabá                                 |  |
| 21 november | Jhonas 86' |       | 18' Tiago 45' (pen) Cleberson Tiarinha |  |

|             |                                   |       |                  |  |
| 24 november | Cuiabá                            | 3 – 2 | Mixto            |  |
| 24 november | Tiago Vinícius Cleberson Tiarinha |       | Matheus Leonardo |  |

## Kampioen
| Copa Federação Mato Grossense de Futebol de 2016 |
| Mato Grosso                                      |
| ------------------------------------------------ |
| CUIABÁ Kampioen (2° titel)                       |